# Monarcha ugiensis
Monarcha ugiensis är en fågelart i familjen monarker inom ordningen tättingar. Den betraktas oftast som en underart av kastanjebukig monark (Monarcha castaneiventris), men urskiljs sedan 2016 som egen art av Birdlife International och IUCN.
Fågeln förekommer endast på ön Ugi i Salomonöarna. Den kategoriseras av IUCN som livskraftig.